# Pfarrhaus (Breitenbrunn)

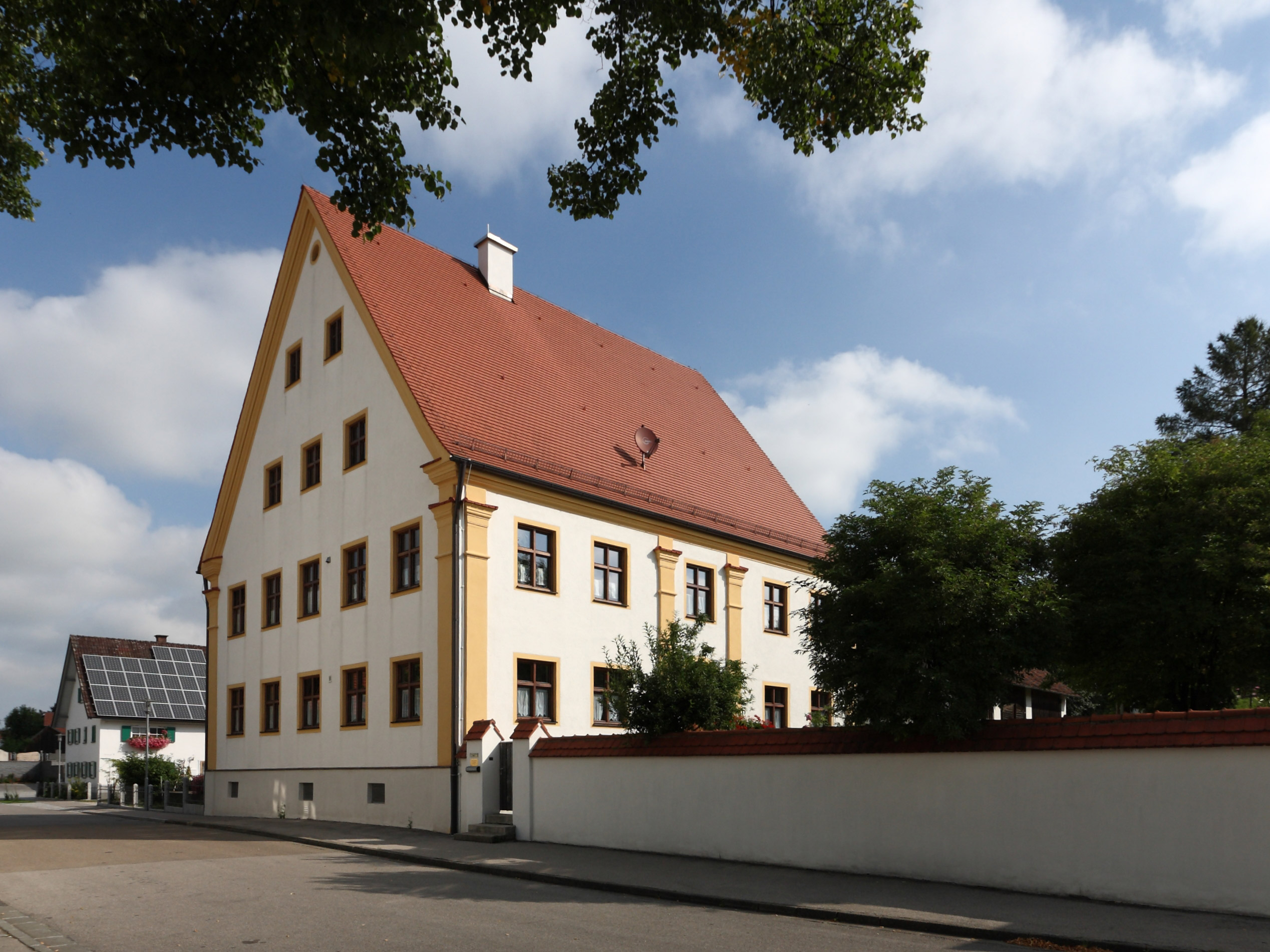
Pfarrhaus in Breitenbrunn

Das Pfarrhaus in der Gemeinde Breitenbrunn ist ein denkmalgeschützter Bau im Landkreis Unterallgäu im bayerischen Regierungsbezirk Schwaben. Das Gebäude ist ein Neubau aus dem Jahr 1730 und wurde durch die Memminger Kreuzherren unter P. Bonaventura Schneider (Sartor) errichtet, welcher von 1729 bis 1742 Pfarrer in Breitenbrunn war. An Stelle des vorhandenen Gebäudes befand sich ein Vorgängerbau aus dem 15. Jahrhundert. Die Kosten für den Neubau betrugen 2954 fl. 44 kr. Im Jahr 1969 fand eine Restaurierung statt, bei welcher auch das Innere erneuert wurde.
Gelegen ist das Pfarrhaus rund 100 m südlich der Kirche St. Martin. Das Haus besteht aus fünf zu fünf Fensterachsen und ist mit einem Satteldach gedeckt. Sowohl das Traufgesims wie auch die Giebelschenkel sind profiliert. Toskanische Kolossallisenen sind an den Ecken der Schmal- und Längsseiten angebracht. Weitere toskanische Kolossallisenen sind ebenso an den Seiten der breiteren Mittelachse der Längsseite vorhanden. Eine Korbbogentür an der südlichen Längsseite führt in das Innere des Pfarrhauses. Zu dieser führt eine erneuerte Freitreppe. Im ersten Geschoss ist die Decke des Ganges mit drei geschweiften Stuckrahmen verziert. Ein ovaler Stuckring ist im Mittelzimmer der Südseite, eine Spiegeldecke mit profilgesäumter Voute ist im Eckzimmer vorhanden. Der Dachboden stammt aus der Erbauungszeit und besteht aus einem Kehlbalkendach mit liegendem Dachstuhl. Die Mittelständer besitzen durch konkave Einschnitte kräftig profilierte Kopfbüge.
Aus der Zeit um etwa 1730 stammt die gefasste Holzfigur eines Kruzifixes. Die Assistenzfiguren einer Kreuzigungsgruppe von Maria und Johannes dem Evangelisten wurden um 1720 gefertigt. Ein kleines Altarkruzifix stammt aus der zweiten Hälfte des 18. Jahrhunderts. Ehemals in der Sakristei der Kirche befand sich das in der ersten Hälfte des 19. Jahrhunderts auf Holz gemalte Gemälde mit Jesus am Kreuz.